# Claes Oldenburg
Claes Thure Oldenburg (Stoccolma, 28 gennaio 1929 – New York, 18 luglio 2022) è stato un artista e scultore svedese naturalizzato statunitense ed è considerato fra i maggiori esponenti della Pop art. Inizia la sua carriera negli anni '60 incentrando la produzione artistica sul consumismo alimentare nella società americana contemporanea quindi, realizza sculture in gesso dipinto raffiguranti cibo; successivamente, si concentra su riproduzioni in serie di oggetti di uso comune. Grazie all’incontro con l’artista Coosje Van Bruggen, dalla seconda metà degli anni ‘70, inizia una collaborazione per la produzione di opere monumentali installate in spazi urbani.

## Biografia

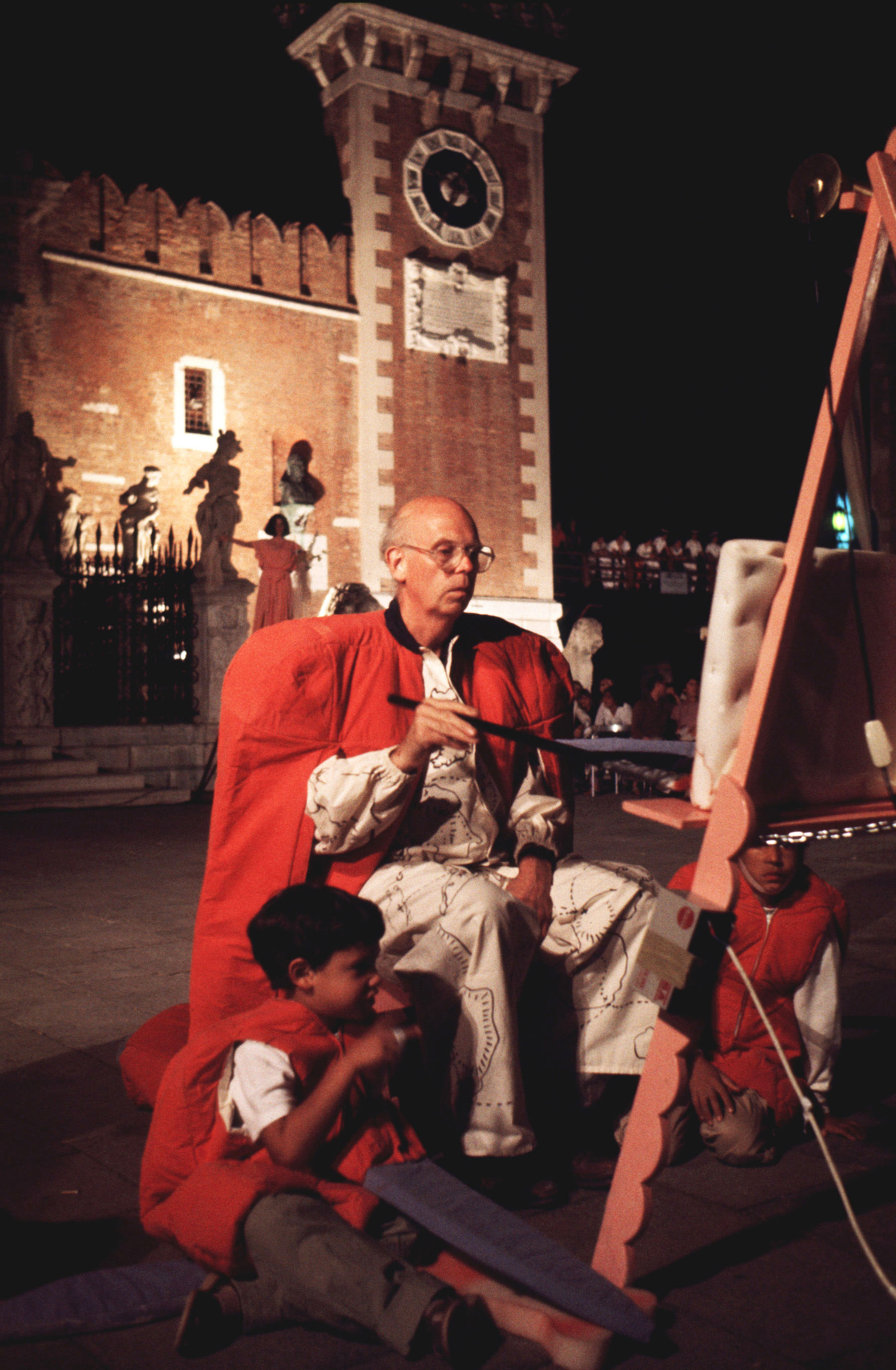
Claes Oldenburg a Venezia nel 1985 nella performance 'Il corso del coltello'

Claes Oldenburg nasce a Stoccolma il 28 gennaio del 1929, primogenito di un funzionario consolare svedese. Vive in un clima familiare in cui i genitori, seppur amanti di musica e lettura, non s’interessano di arte contemporanea. Infatti, i dipinti in loro possesso, ereditati da alcuni parenti e raffiguranti il paesaggio svedese, risalgono al XIX secolo.
Rimane in Svezia fino all’età di sette anni, fino a quando, nel 1936 si trasferisce a Chicago. Sin da bambino i suoi interessi differiscono da quelli dei suoi coetanei, tant’è che la sua ampia immaginazione lo porta a crearsi mondi immaginari estremamente dettagliati assieme al fratello minore Richard, il quale diviene poi direttore del MoMA per 22 anni e presidente della Sotheby’s America.
Secondo Oldenburg le difficoltà riscontrate in giovane età in ambito linguistico lo avrebbero avvicinato al disegno, anche se, inizialmente, non opta per una futura carriera artistica dato che la creatività nel Midwest si esplicita tramite componimenti letterari. Infatti, dal 1946 al 1950, studia letteratura e storia dell’arte alla Yale University (New Haven), conseguentemente si specializza in arte all’Art Institute of Chicago tra il 1950 e il 1954. In quegli anni ottiene anche un apprendistato presso la City News Bureau di Chicago in cui esegue lavori da reporter ed è grazie a questa esperienza che nel 1952 realizza di voler perseguire una carriera da artista. In questo periodo conosce Pat Muschinski, la sua prima moglie, con la quale si sposa nel 1960 e da cui divorzia nel 1969.
Nel 1953 è a tutti gli effetti cittadino statunitense e nel 1956 si trasferisce a New York, dove entra in contatto con artisti performativi come Allan Kaprow che lo introducono agli happenings e alle performances: forme espressive d’arte strettamente legate all’ambiente circostante. Ed è proprio tra gli anni Cinquanta e Sessanta che ne diventa il maggior promotore.
Nel 1959 la Judson Gallery espone alcune sue opere realizzate con differenti tecniche artistiche, dal collage al papier-mâché, raffiguranti figure umane mostruose ed oggetti della quotidianità. L’anno seguente vede l’affermazione della sua installazione “The Street”: la quale cattura le condizioni malsane osservate nelle strade più povere di New York.
Nel 1961, a Manhattan, sulla East Second Street, apre “The Store”, il magazzino di sculture in gesso che mette in vendita oggetti d’uso quotidiano, marcandone la valenza negativa all’interno della società. Rappresenta una aspra critica al consumismo di massa della società americana in chiave ironica.
Nel 1962 emerge la corrente artistica della Pop Art alla quale viene associato come maggior esponente per il carattere variegato delle sue opere, proprio per questo le sue intenzioni spesso vengono fraintese nonostante la somiglianza concettuale con altri artisti dello stesso periodo.
Da quell’anno in poi, Oldenburg, decide che la New York caotica non lo ispira più e si trasferisce per un po’ di tempo a L.A. nel 1963. Ritorna successivamente a New York in cui sperimenta nuovamente con le soft sculptures e i monumenti colossali.
Nel 1967 realizza il suo primo monumento adibito ad uno spazio pubblico, inoltre, è il periodo in cui promuove iniziative volte all’edificazione di progetti colossali come “Lipstick(ascending)on Caterpillar Tracks” del 1969 installato alla Yale University.
Nel 1971 conosce Coosje Van Bruggen, artista olandese e curatrice dello Stedelijk Museum di Amsterdam, che diviene poi sua consorte nel 1977. Inizia una collaborazione che vede la coppia artefice di molte installazioni come “Toppling Ladder with Spilling Paint” al Loyola Law School nel 1986 e “Binoculars, Chiat/Day Builiding” a Venezia nel 1991, entrambi con la partecipazione dell’architetto Frank O’ Gehry. Altro progetto sul quale il trio opera è “Il corso del Coltello”, sempre a Venezia nel 1985.

## Stile artistico ed evoluzione
"I am for an art...that does something other than sit on its ass in a museum"

-Claes Oldenburg, 1961 
Oldenburg è considerato uno dei maggiori esponenti della Pop art. Partecipa al debutto della Pop art americana con mostre personali fatte fra il 1961-62, allestite a New York dal gallerista Leo Castelli. Oltre a questo partecipa ad una serie di esposizioni durante i primi anni ’60 con un gruppo di artisti (di cui faceva parte anche Jim Dine) che stavano sperimentando con le implicazioni soggettive dell'espressionismo astratto facendo esibizioni stravaganti poi definite con il termine di “happenings”, forma artistica su cui continuerà a sperimentare nel corso della sua vita. Ciò nonostante continuerà anche a dubitare sul fatto che tali “happenings” siano o meno forme artistiche, come dice anche nelle sue lettere indirizzate a Kaprow. A partire dalle mostre del 1962 si osserva come la sua arte si basi sulla riproduzione di oggetti di uso comune su larga scala. Queste sue opere sono state considerate come una critica sprezzante, avvolta da ironia, nei confronti della società consumista (i cui oggetti commerciali definiva “everyday crap”).L’oggetto assume così tanto valore nella sua produzione che la figura umana finisce per essere esclusa. Indicativa della sua poetica è la frase: “Sono per un’arte che tragga le sue forme direttamente dalla vita, che si intrecci e si espanda fino all’impossibile, e si ingrandisca, e sputi, e sgoccioli, dolce e stupida come la vita stessa”. A partire dal 1966 invece aggiunge alle sue riproduzioni la serie di “statue molli”, basata sul ricreare in tessuto e plastica oggetti di uso comune. Sperimenta anche con la land art partecipando alla mostra "Earthworks", del 1968, che fu organizzata da Allan Kaprow (in collaborazione con 14 artisti tra cui: Herbert Bayer, Richard Long, Jan Dibbets, Gunter Uecker, Hans Haacke, Carl Andre, Walter De Maria, Denis Oppenheim, Robert Smithson, Solomon LeWitt, Stephen Kaltenbach e Micheal Heizer). Dal 1969 inizia a sperimentare con formati diversi, è da questa sperimentazione che nasce la sua prima opera monumentale Lipstick (Ascending) on Caterpillar Tracks. Mentre a partire dal 1976 inizia a collaborare con Cosje van Bruggen con cui realizza altre opere monumentali, collocate in spazi urbani, che occupano quasi interamente, come nel caso di Ago, filo e nodo presente a Milano.

## Gli Happenings
A partire dai primi anni 60, Oldenburg ha elaborato diverse performance ed esposto il proprio lavoro in numerose occasioni Ogni performance, infatti è stata presentata tre o quattro volte di fronte a un pubblico dal vivo.
Queste esibizioni erano caratterizzate principalmente da riferimenti alla vita quotidiana e dalla relazione tra campo spaziale e visivo.
Dal 1960 al 1966, gli happenings dell’artista hanno attraversato diverse fasi. Nella prima, questi erano costituiti da frammenti di azioni presentate in sequenza o simultaneamente, come in Ironworks / Fotodeath. I frammenti della fase successiva, invece, tra cui Injun I e II ed Esposizione Universale I e II, sono stati impostati diversamente: invece di seguire un percorso logico, le azioni erano legate secondo una serie di associazioni che davano vita a soggetti diversi con un unico tema alla base. Nella terza fase, l'enfasi era posta maggiormente sull'ambiente dal quale poi scaturivano le azioni. Tra queste esibizioni si collocano Birth of the Flag I e II, che a differenza delle altre sono state pensate appositamente per il cinema, senza un pubblico dal vivo.
Inoltre, in collaborazione con Coosje van Bruggen e l'architetto Frank O. Gehry, Oldenburg ha presentato una grande performance a Venezia, in Italia, nel 1985 intitolata Il Corso del Coltello. Oldenburg, van Bruggen e Gehry si sono esibiti in costume; Il fulcro della performance è stata una gigantesca scultura cinetica, Knife Ship I, che è stata lanciata dall’Arsenale, il secolare cantiere navale di Venezia.

## Galleria d'immagini

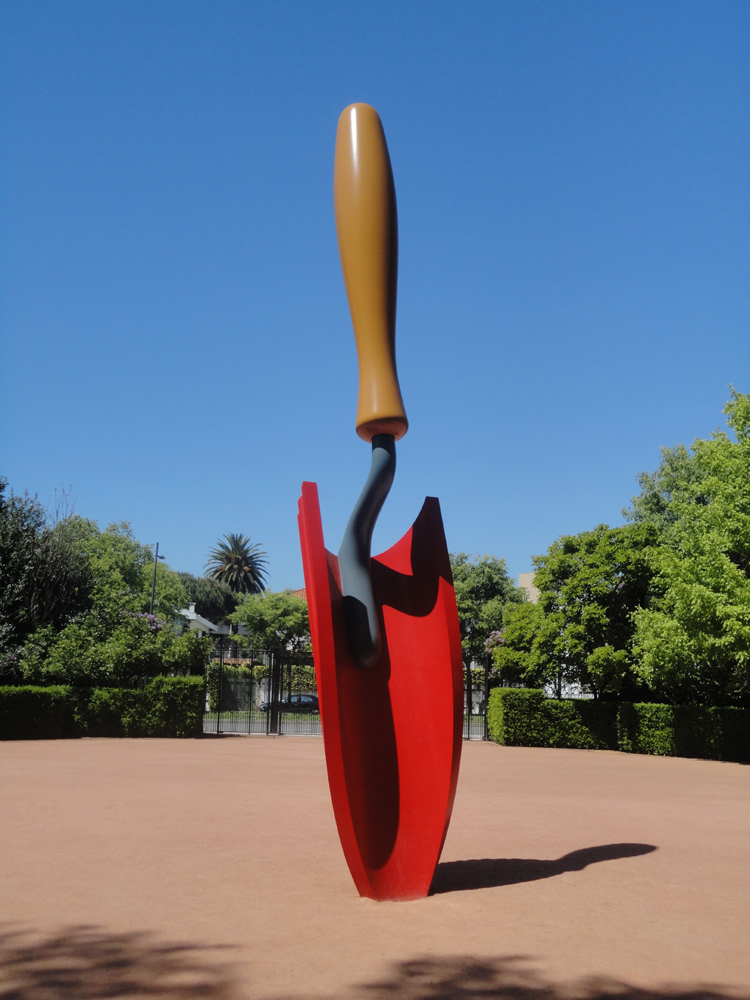
Plantoir (2001), Claes Oldenburg e Coosje van Bruggen, Meredith Corporation Collection, Des Moines
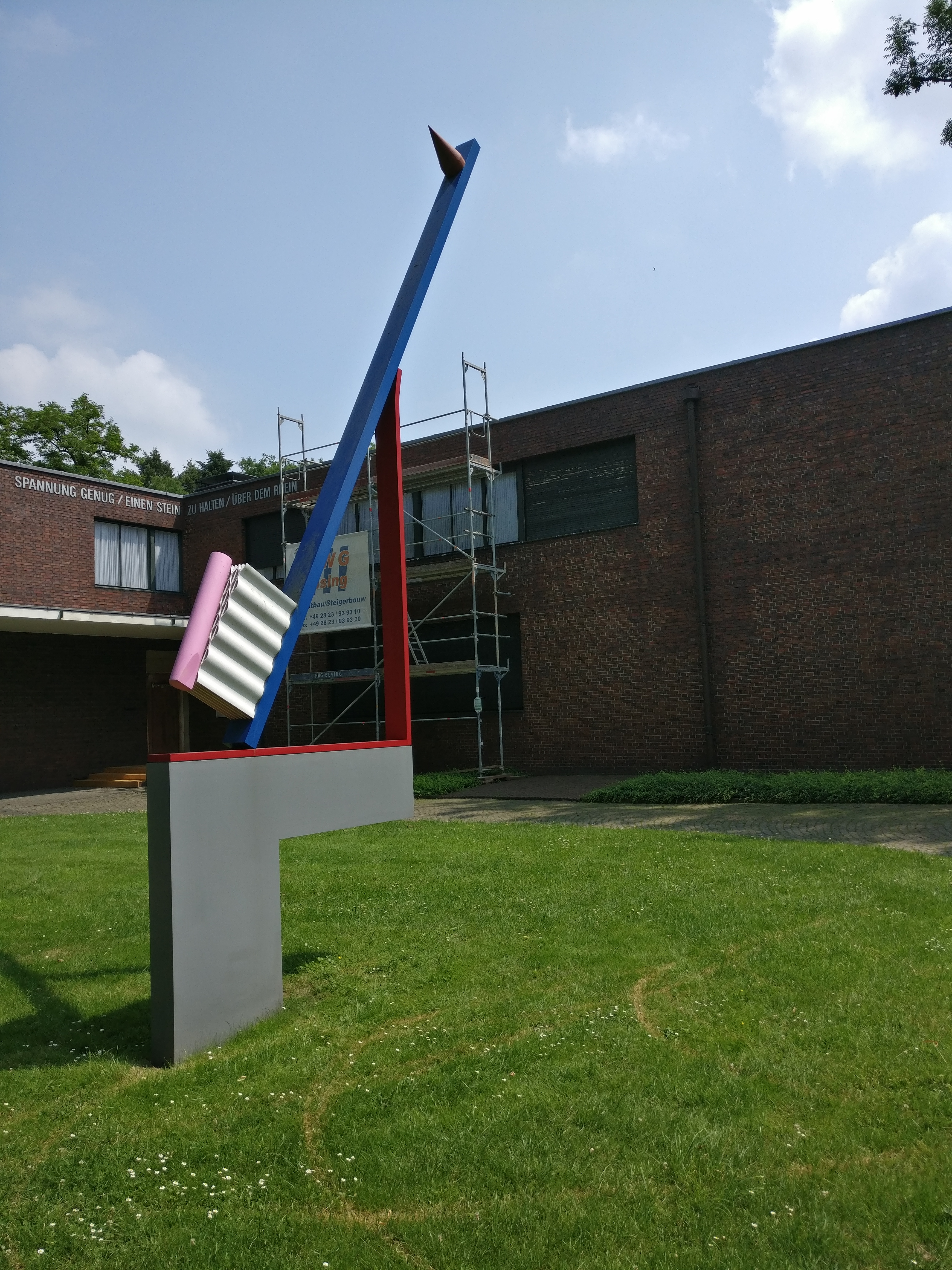
Cross Section of a Toothbrush with Paste, in a Cup, on a Sink: Portrait of Coosje's Thinking (1983), Haus Esters, Krefeld, Germania
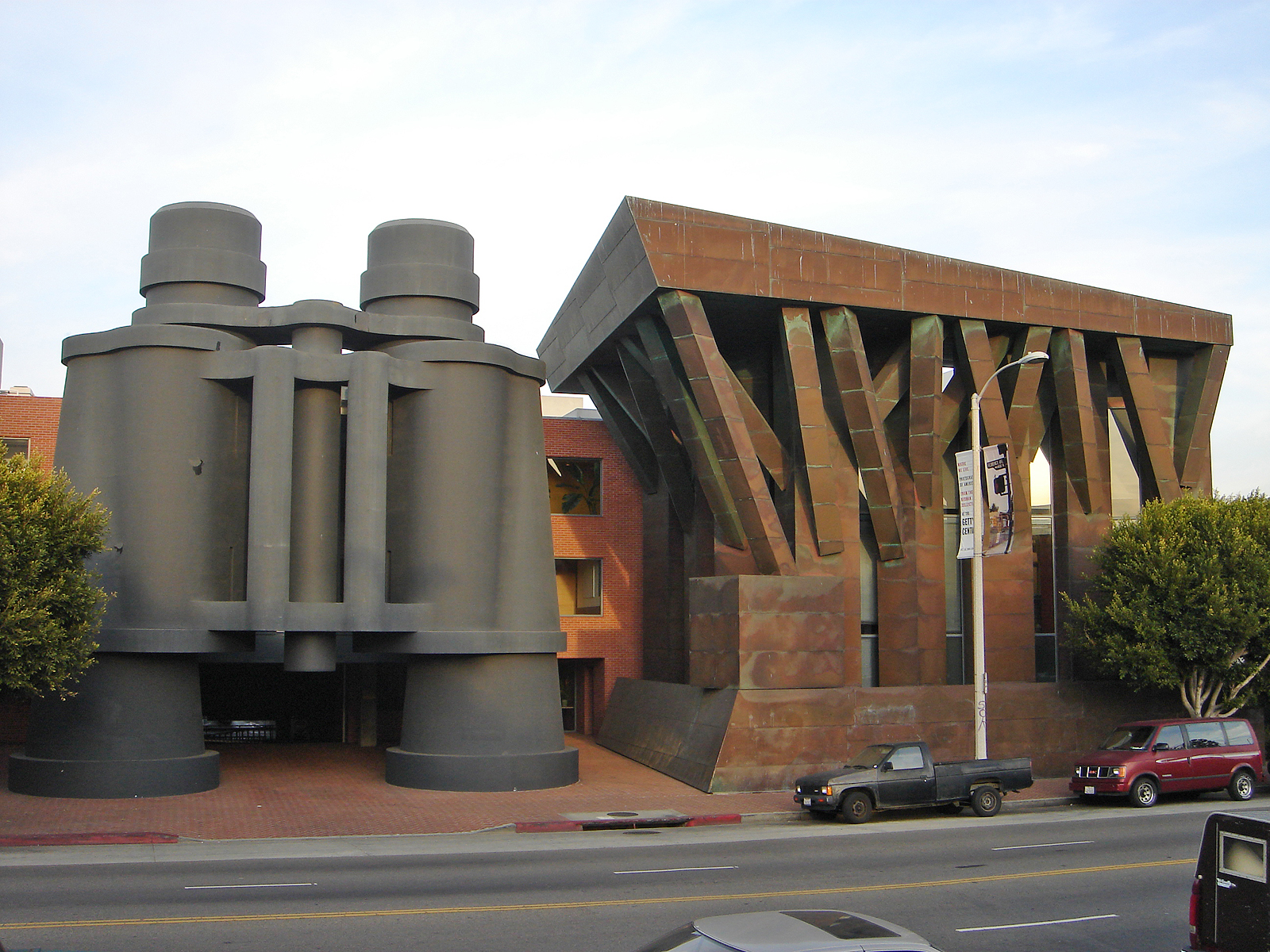
Binoculars Building (1991), Venice, Los Angeles
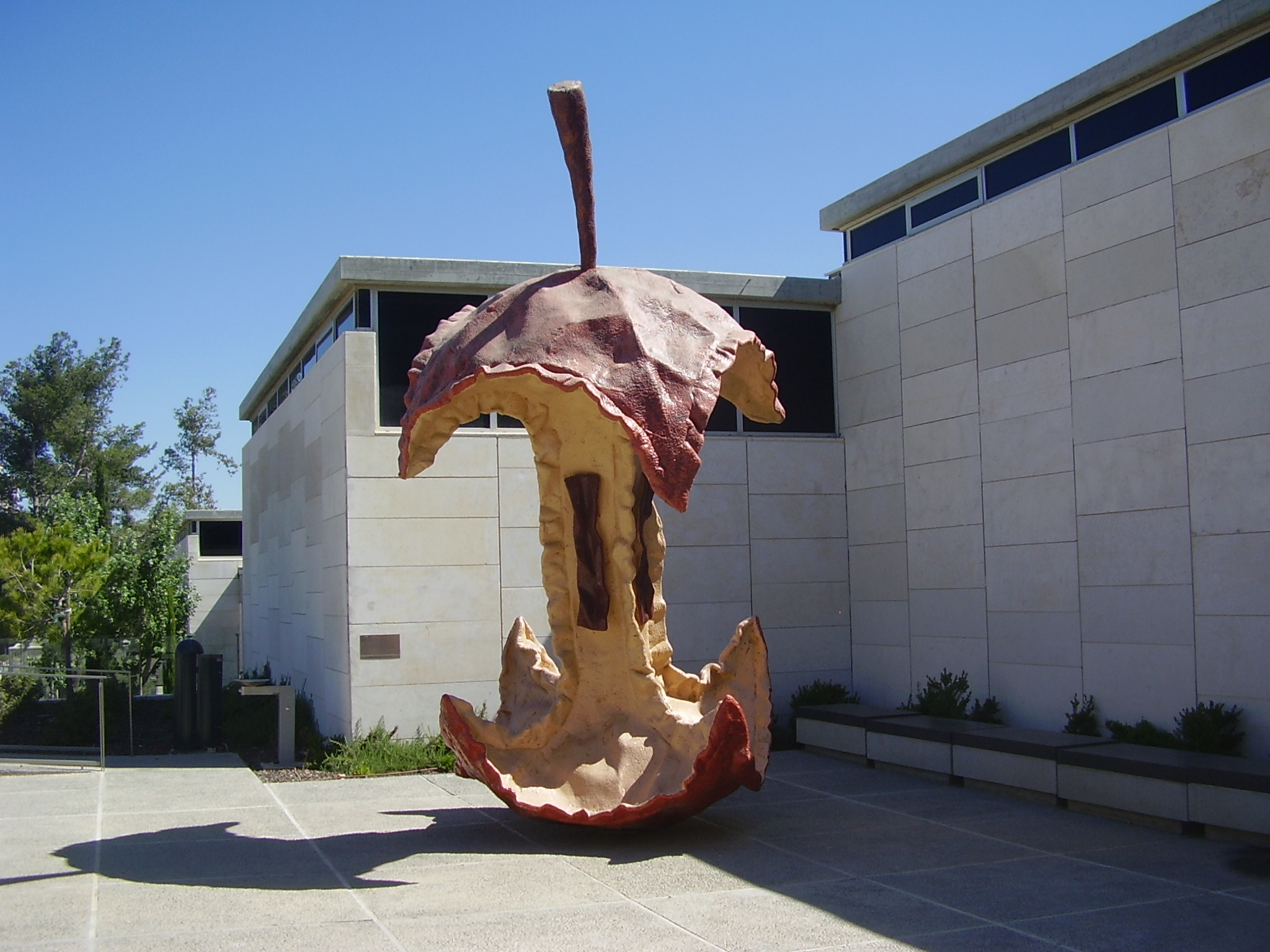
Apple Core (1992), The Israel Museum, Gerusalemme, Israele
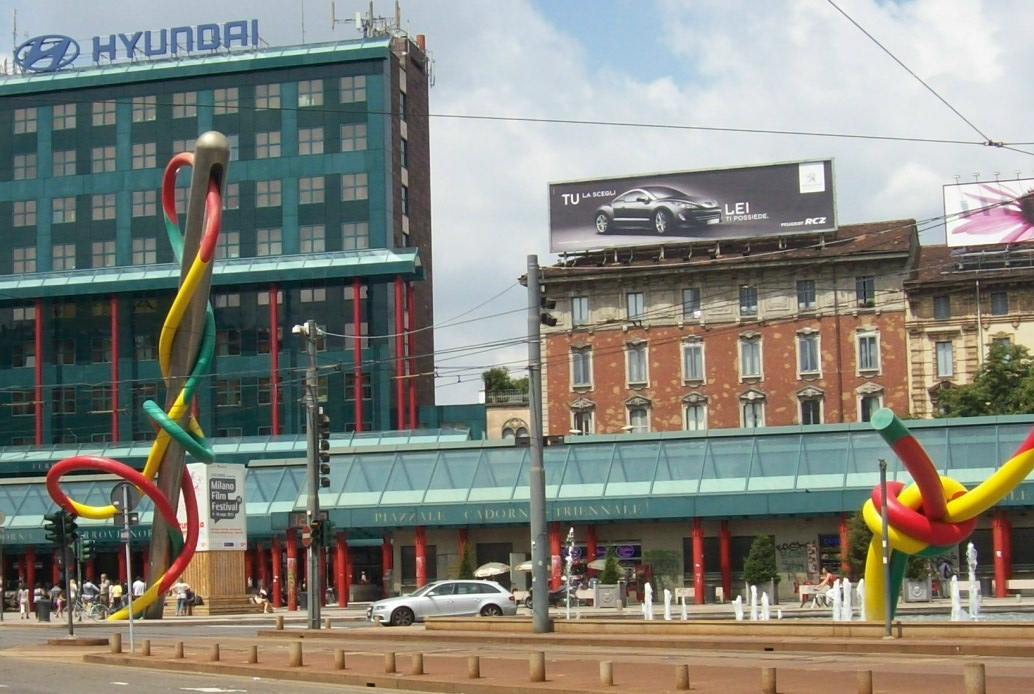
Ago, filo e nodo (2000), Claes Oldenburg e Coosje van Bruggen, Piazzale Luigi Cadorna, Milano